# Attaque par clé apparentée
Une attaque par clé apparentée est une forme de cryptanalyse où l'adversaire peut observer les opérations d'un algorithme de chiffrement lorsqu'il est utilisé avec différentes clés, aux valeurs inconnues, mais qui sont liées entre elles par des propriétés mathématiques connues de l'attaquant.
Par exemple, une telle propriété pourrait être une séquence comme 1100 qui apparaît dans chaque clé au même endroit, alors que le reste des bits composants la clé sont inconnus. Cela peut sembler être une hypothèse purement théorique : il est improbable d'arriver à persuader un opérateur de chiffrer ses messages avec des clés soumises à des contraintes. Toutefois, un tel scénario peut se produire dans des protocoles faisant appel à des primitives cryptographiques, et où l'intervention d'une tierce personne est limitée. La complexité de ces protocoles, et leur conception parfois faible du point de vue cryptographique, peuvent induire des failles susceptibles d'être exploitées par une attaque par clé apparentée.
L'attaque de ce type la plus connue est celle menée sur le protocole WEP.